# Cornelis sjunger Taube
Cornelis sjunger Taube är ett musikalbum av trubaduren Cornelis Vreeswijk från 1969, där han tolkar Evert Taube-sånger på sitt sätt. Skivan spelades in sommaren 1969 i skivbolaget Metronomes studio och producerades av Anders Burman.
Arrangör och dirigent var Kjell Andersson. Bland de musiker som medverkade på skivan fanns Jojje Wadenius (gitarr) och Tommy Borgudd (trummor). Skivan belönades med en Grammis år 1970.
Hela albumet (förutom "Den glade bagaren i San Remo") finns inkluderat på samlingen Mäster Cees memoarer vol. 4 (1993) som spår 12-23.

## Låtlista
Alla låtar är skrivna av Evert Taube om inget annat anges.

### Sida A
1. Sjuttonde balladen – 3:04
2. Byssan lull (Trad. – textbearbetning: Evert Taube) – 2:44
3. Den glade bagarn i San Remo – 2:50
4. Dansen på Sunnanö – 3:47
5. Nudistpolka – 2:24
6. Skärgårdsfrun – 1:28
7. Ingrid Dardels polska – 1:41

### Sida B
1. Vals i Valparaiso – 3:13
2. Och skulle det så vara (Musik: Gunnar Hahn – text: Evert Taube) – 1:33
3. Oxdragarsång – 2:07
4. Cervantes (Till Gunnar Ekelöf) (Musik: Kjell Andersson – text: Evert Taube om Miguel Cervantes) – 4:01
5. Fritiof Anderssons paradmarsch – 3:26
6. Jag är fri, jag har sonat – 2:47

2004 släpptes en CD-utgåva med annat omslag och med tre bonusspår varav ett är från Visor och oförskämdheter och de andra två från singeln Rosa på bal:
1. Vidalita (med Fred Åkerström och Ann-Louise Hanson) – 3:25
2. Rosa på bal (med Trille) – 2:26
3. Tango i Nizza (med Trille) – 3:10